# Gabe Miller
Gabe Miller (Colorado, 5 dicembre 1987) è un giocatore di football americano statunitense che gioca nel ruolo di linebacker per i Washington Redskins della National Football League (NFL). Fu scelto nel corso del quinto giro (140º assoluto) del Draft NFL 2011 dai Kansas City Chiefs. Al college ha giocato a football all'Università statale dell'Oregon.

## Carriera professionistica
Miller fu scelto dai Kansas City Chiefs nel corso del quinto giro del Draft 2011. Nella sua prima stagione non scese mai in campo. Dopo aver passato la pre-stagione 2012 tra le file dei Seattle Seahawks, Miller firmò per far parte della squadra di allenamento dei Chicago Bears. Il 4 giugno 2013 fu sospeso dalla lega per quattro partite per abuso di sostanze vietate.
Il 24 dicembre 2013, Miller firmò coi Washington Redskins, che lo spostarono dal ruolo di tight end, in cui aveva giocato fino a quel momento, a quello di outside linebacker. Con essi debuttò come professionista subentrando nella gara di apertura della stagione 2014 contro gli Houston Texans.

## Statistiche
| Partite totali      | 4 |
| Partite da titolare | 0 |
| Tackle              | 1 |
| Sack                | 0 |
| Intercetti          | 0 |

Statistiche aggiornate alla settimana 11 della stagione 2014